# Barteria fistulosa
Barteria fistulosa je biljka iz porodice Passifloraceae, roda Barteria.
Mirmekofitno je drvo i živi u simbioznoj zajednici s mravljom vrstom Pachysima aethiops,
Raste u Gabonu (Estuaire, Moyen-Ogooue, Ngounie, Ogooue-Ivindo, Ogooue-Maritime), Srednjoafričkoj Republici (Sangha Economique), Republici Kongu, Ekvatorskoj Gvineji (Bioko Norte), istočnom Kamerunu, Nigeriji (Bendel, Ogun) i zapadnoj Ugandi.
Kombinacija za ovaj bazionim je Barteria nigritana subsp. fistulosa  (Mast.) Sleumer.
Nalazi se IUCN-ovom popisu ugroženih vrsta, statusa ugroženosti najmanje zabrinutosti.